# Siphonogorgia indica
Siphonogorgia indica är en korallart som beskrevs av Thomson 1905. Siphonogorgia indica ingår i släktet Siphonogorgia och familjen Nidaliidae. Inga underarter finns listade i Catalogue of Life.